# 1888: El extraordinario viaje de la Santa Isabel
1888: El extraordinario viaje de la Santa Isabel es una película venezolana de 2005, dirigida por Alfredo J. Anzola, y basada en el libro El soberbio Orinoco de Julio Verne. La película se estrenó en el Festival Internacional de Cine de Guadalajara de 2005. Fue la película presentada por el país para los Premios Oscar a la Mejor Película en Lengua Extranjera en 2005, pero no fue nominada.

## Sinopsis
Julio Verne, escritor y aventurero, se aburre de su vida y decide navegar por el Amazonas. Llega a Sudamérica a la costa venezolana, donde conoce al geógrafo italiano Conde Ermanno Stradelli; Stradelli tiene la misión de Roma de cartografiar el Orinoco. Verne decide unirse a él, y se les suma otra incorporación tardía: Juan de Kermor. A lo largo del viaje, Verne y Stradelli descubren que Juan es en realidad una mujer, Juana, que ha estado buscando una manera de viajar por el Orinoco en busca de su padre.

## Elenco
- Marco Villarubia como Julio Verne
- Kristin Pardo como Juana de Kermor
- Ronnie Nordenflycht como Conde Stradelli
- Elba Escobar como Honorina Verne [3]
- Julio Bustamante como Coronel Kermor

## Producción
El guion fue escrito por Gustavo Michelena, Rafael Arráiz y Alfredo J. Anzola, basado en la historia de Verne El soberbio Orinoco. La película combina la historia de Verne, sobre el personaje Jeanne de Kermor, con una narrativa ficticia del verdadero Verne y el Conde Stradelli siendo parte del viaje.

## Recepción
La película fue elegida como la candidata de Venezuela al Premio Oscar a la Mejor Película en Lengua Extranjera en 2005. Sin embargo, la documentación incompleta provocó que la entrada fuera descalificada. En el momento de su selección, la elección del CNAC fue polémica; la película Secuestro Express de Jonathan Jakubowicz también era candidata y tuvo mucho más éxito tanto a nivel nacional como internacional. Jakubowicz criticó la decisión de no nominar su película, que trata sobre el secuestro y las pandillas en Venezuela, diciendo que era abiertamente política porque su película era artísticamente superior. Anzola no hizo comentarios sobre la calidad artística de ninguna de las películas, pero dijo que Jakubowicz, un recién llegado a la industria en ese momento, estaba molesto porque quería que su primer largometraje recibiera una nominación y que estaría más tranquilo con más experiencia. Jakubowicz se vio obligado a abandonar Venezuela a causa de Secuestro Express tras recibir amenazas del entonces presidente Hugo Chávez. Finalmente, no se aceptó ninguna propuesta de Venezuela en 2005.